# Gordiano II
Marco Antonio Gordiano Semproniano Romano Africano (en latín, Marcus Antonius Gordianus Sempronianus Romanus Africanus, 192 - 238) fue brevemente emperador romano en el año 238.
Era hijo del emperador Gordiano I, y hermano de Antonia Gordiana, la madre de Gordiano III. Ya que se intentó borrar su memoria una vez muerto, los datos sobre su vida son bastante inciertos, pero fue cuestor con el emperador Heliogábalo, y pretor y cónsul con Alejandro Severo. En 237 Gordiano se trasladó a África, al ser nombrado su padre gobernador de esa provincia.

## Biografía

### Primeros años
Nacido hacia el año 192, Gordiano II era el único hijo varón conocido de Marco Antonio Gordiano Semproniano el Viejo. Su familia era de rango ecuestre, modesta, pero muy adinerada. Se decía que Gordiano estaba relacionado con senadores prominentes. Sus praenomen y nomen Marco Antonio sugieren que sus antepasados paternos recibieron la ciudadanía romana bajo el triunviro Marco Antonio, o una de sus hijas, durante la República romana tardía. El cognomen Gordiano sugiere que los orígenes de su familia estaban ubicados en Anatolia (relacionado con la historia del nudo gordiano), especialmente Galacia y Capadocia.
Según la Historia Augusta, notoriamente poco confiable, su madre era una mujer romana llamada Fabia Orestilla, nacida alrededor de 165, que según la Historia Augusta era descendiente de los emperadores Antonino Pío y Marco Aurelio a través de su padre Fulvo Antonino. Los historiadores modernos han descartado este nombre y su información como falsa. Existe alguna evidencia que sugiere que la madre de Gordiano podría haber sido la nieta del sofista griego, cónsul y tutor Herodes Ático. Su hermana menor era Antonia Gordiana, que era la madre del futuro emperador Gordiano III.
Aunque la memoria de los Gordianos habría sido apreciada por el Senado romano y, por lo tanto, parecería comprensiva en cualquier documentación senatorial del período, el único relato de la carrera temprana de Gordiano que ha sobrevivido está contenido en la Historia Augusta, y no puede tomarse como un hecho exacto o descripción confiable de la historia de su vida antes de su elevación a la púrpura en 238. Según esta fuente, Gordiano sirvió como cuestor en el reinado de Heliogábalo y como pretor y cónsul con el emperador Alejandro Severo. En 237 o 238, Gordiano fue a la provincia de África Proconsular como legado bajo su padre, quien se desempeñó como gobernador proconsular.

### Ascenso y caída
En 235, Alejandro Severo y su madre Julia Mamea fueron asesinados por las tropas de Germania Inferior. El líder de la rebelión, Maximino se convirtió en el nuevo emperador, a pesar del poco apoyo que contaba entre el pueblo y de la oposición del Senado. 
Presionado por los políticos locales, el padre de Gordiano inició una revuelta contra Maximino en 238, convirtiéndose en emperador, como Gordiano I, en marzo de ese año. Pensando en la avanzada edad de su padre, Gordiano fue pronto asociado al trono y aclamado como Gordiano II. Debido a la impopularidad de Maximino, padre e hijo fueron pronto apoyados tanto por el Senado como por la mayoría de las provincias del Imperio.
El único foco de oposición, para desgracia de los gordianos, se localizó en la provincia vecina de Numidia, cuyo gobernador, Capeliano, renovó su alianza con Maximino e invadió la provincia de África con legiones de veteranos. Gordiano le hizo frente con sus ejércitos, pero perdió la batalla, y murió en ella. Al recibir la noticia de la muerte de su hijo Gordiano I se quitó la vida.
La primera rebelión contra Maximino no tuvo éxito, pero a finales de 238 el sobrino de Gordiano II logró ser reconocido como emperador en todo el Imperio romano, como Gordiano III.